# Пятая битва при Ипре
Пятая битва при Ипре или Битва у пиков Фландрии (фр. Bataille des Crêtes de Flandres) — неофициальное название, используемое для обозначения наступления с 28 сентября по 2 октября 1918 года Фландрской группы армий во время осеннего наступления союзников в конце Первой мировой войны.

## Стратегическая ситуация
Создавшаяся благоприятная обстановка после успешной Амьенской операции привела союзное командование к решению перейти в общее наступление осенью 1918 года, а не в 1919 году, как это намечалось ранее. Уже в конце августа началась разработка плана заключительного наступления, а 3 сентября он был в общих чертах оформлен в виде директивы Фоша Петену, Хейгу и Першингу. Планом предусматривалось нанесение почти всеми союзными силами одновременных мощных ударов по сходящимся направлениям.
Главный удар на западном берегу Мааса по обе стороны от Аргонн в направлении на Мезьер должны были нанести 1-я американская и 4-я французская армии. Второй удар намечался на фронте между Сен-Кантеном и Камбре силами 1-й, 3-й и 4-й английских армий. При поддержке с правого фланга 1-й французской армии английские войска должны были продвинуться к Валансьену, Солему, Ле-Като, Вассиньи. Наконец, на северном фланге, между побережьем и реки Лис, в наступление переходили 29 пехотных и 4 кавалерийские дивизии Фландрской группы армий под командованием бельгийского короля Альберта.

## Ход сражения

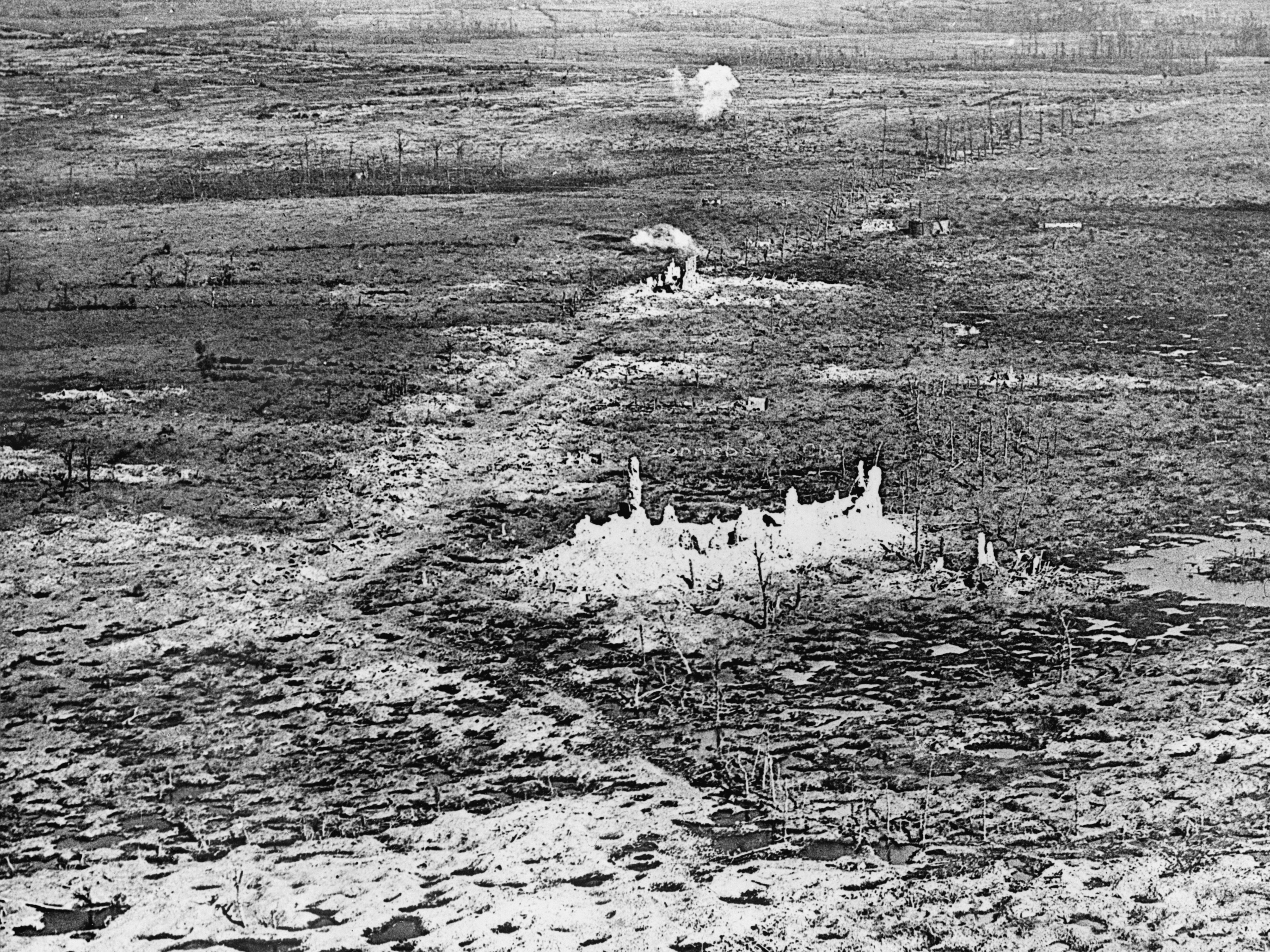
Руины Зоннебеке, 1918 год

28 сентября в 5:30 утра к северу от реки Лис Фландрская группы армий (12 бельгийских дивизий, 10 британских дивизий 2-й армии и 6 французских дивизий 6-й армии) атаковала после трехчасовой артиллерийской подготовки. 
Британцы атаковали на фронте в 7,2 километра до дороги в Ипр-Зоннебеке, откуда бельгийская армия атаковала на северном направлении до Диксмёйде. Союзники быстро прорвали первую германскую позицию и продвинулись на расстояние до 10 километров. Большая часть территории к западу от Пассендале, покинутая во время отступления в начале 1918 года, была отвоевана. 
Несмотря на начавшийся дождь, к вечеру 28 сентября британцы взяли Кортевильде, Зандвоорде, Круизеке и Беселаэр. Бельгийские войска заняли Зоннебеке, Пелькапелле, Шаап-Бейли и лес Хутхульст. На южном фланге три британские дивизии в ходе незначительных боёв продвинулись к Сен-Иву, Мессину и хребту от Вычаете до Холлебеке. Немцы закрепились на линии восточнее Диксмёйде, Хутульта, Беселаре, Зандвоорде и Холлебеке.
В последующие дни наступление продолжалось, но из-за плохой погоды темпы его значительно снизились. Войскам пришлось продвигаться по сильно заболоченной местности, сплошь изрытой воронками от снарядов, наполненными водой, вследствие чего возникали большие затруднения в снабжении войск боеприпасами и продовольствием. В ряде случаев продовольствие приходилось доставлять самолетами, а для того, чтобы сделать возможным движение автотранспорта, в некоторых местах было построено несколько километров дорог из сплошных досчатых настилов на сваях.
Несмотря на это 29 сентября были заняты Мессин, Терханд и Дадизеле, 30 сентября — все возвышенности вокруг Ипра. К 1 октября левый берег реки Лис был захвачен до Комина, и бельгийцы достигли линии восточнее Морследе, Стадена и Диксмюйде. Наступление продолжалось до 2 октября, когда прибывшие немецкие подкрепления заставили его приостановить. 
Британцы потеряли 4685 человек, бельгийцы — 4500 человек. Союзники продвинулись на 29 километров и захватили около 10 000 пленных, 300 орудий и 600 пулеметов.